# Dominic Solanke
Dominic Ayodele Solanke-Mitchell (14 de setembre de 1997), conegut com a Dominic Solanke, és un futbolista professional anglès que juga de davanter pel Tottenham Hotspur de la Premier League i per l'equip nacional anglés.

## Palmarès
Tottenham Hotspur
- Lliga Europa de la UEFA: 2024–25[5]

Selecció anglesa
- Campionat d'Europa sub-17: 2014
- Copa del Món sub-20: 2017